# Diakovce
Diakovce (węg. Deáki) – wieś (obec) na Słowacji, położona w kraju nitrzańskim, w powiecie Šaľa. Pierwsza pisemna wzmianka o miejscowości pochodzi z roku 1002.
W 2011 roku wieś zamieszkiwały 2204 osoby. 65,7% mieszkańców było narodowości węgierskiej, 32,2% słowackiej.
Najważniejszym zabytkiem Diakovców jest rzymskokatolicki romański kościół Wniebowzięcia Maryi Panny z 1228 roku, rozbudowany w latach 1872–1875.
W odległości 4 km od centrum wsi znajduje się kąpielisko z wodami termalnymi.